# Libro di Leinster

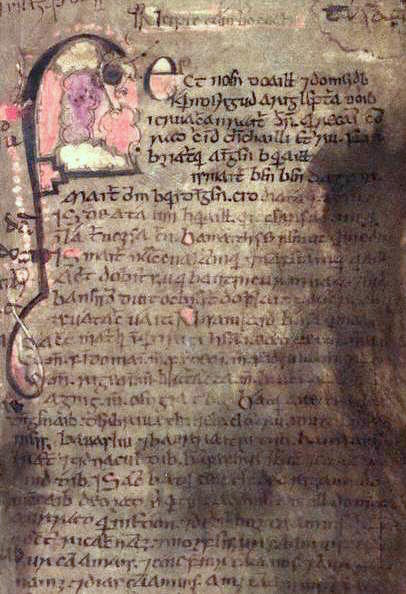
Una pagina del Book of Leinster (Libro di Leinster)

Il Libro di Leinster (Book of Leinster), è un antico manoscritto medioevale in lingua gaelica, conservato nella biblioteca universitaria del Trinity College a Dublino.

## Alcuni contenuti
L'antico manoscritto, redatto in un periodo che va dal 1151 al 1224, fu il primo testo a tramandare la storia dei Giochi di Tailteann.